# سد شكي وردك
سد شكي وردك ((بالإنجليزية: Chaki Wardak Dam)‏ (بالبشتوية: چک وردګ برېښناکوټ)‏)، أو ببساطة سد تشاك ((بالبشتوية: چک برېښناکوټ)‏ (بالإنجليزية: Chak Dam)‏)، هو سد بالقرب من مركز مقاطعة شك في مقاطعة شك وردك، ولاية وردك، أفغانستان. شيده الألمان عام 1938، مما يجعله أقدم سد كبير في البلاد. ينظم تدفق مياة نهر لوجار، مما يساعد على توفير مياه الري في وادي تشاك.

## الطاقة الكهرومائية
يمتلك السد قدرة كبيرة على توليد الطاقة الكهربائية.حيث يمكن أن توفر التوربينات الأربعة الكهرباء لمقاطعة ووردك وأجزاء من مقاطعات كابول ولوجار وغزني.

## أعمال صيانة
في مايو 2005، فاض سد شكي وردك تقريبًا حيث تم إغلاق بواباته الرئيسية والطوارئ التي اصابها الصدأ بعد ست سنوات من الطقس الجاف. اتخذ برنامج الأمم المتحدة الإنمائي، والصندوق الاستئماني للطوارئ في أفغانستان، ووزارة الطاقة والمياه، إجراءات طارئة لمواجهة التهديد. وشهدت الجهود التعاونية استجابة سريعة من خلال التمويل الفوري والتخطيط والتنفيذ لبوابة فرعية بطول 16 مترًا يمكنها الاحتفاظ بالمياه أثناء رفع وإصلاح البوابات الصدئة. نجحت الإصلاحات بتكلفة 18000 دولار أمريكي تم السماح بعد ذلك للسكان الذين تم إجلاؤهم بالعودة إلى منازلهم في الوادي.

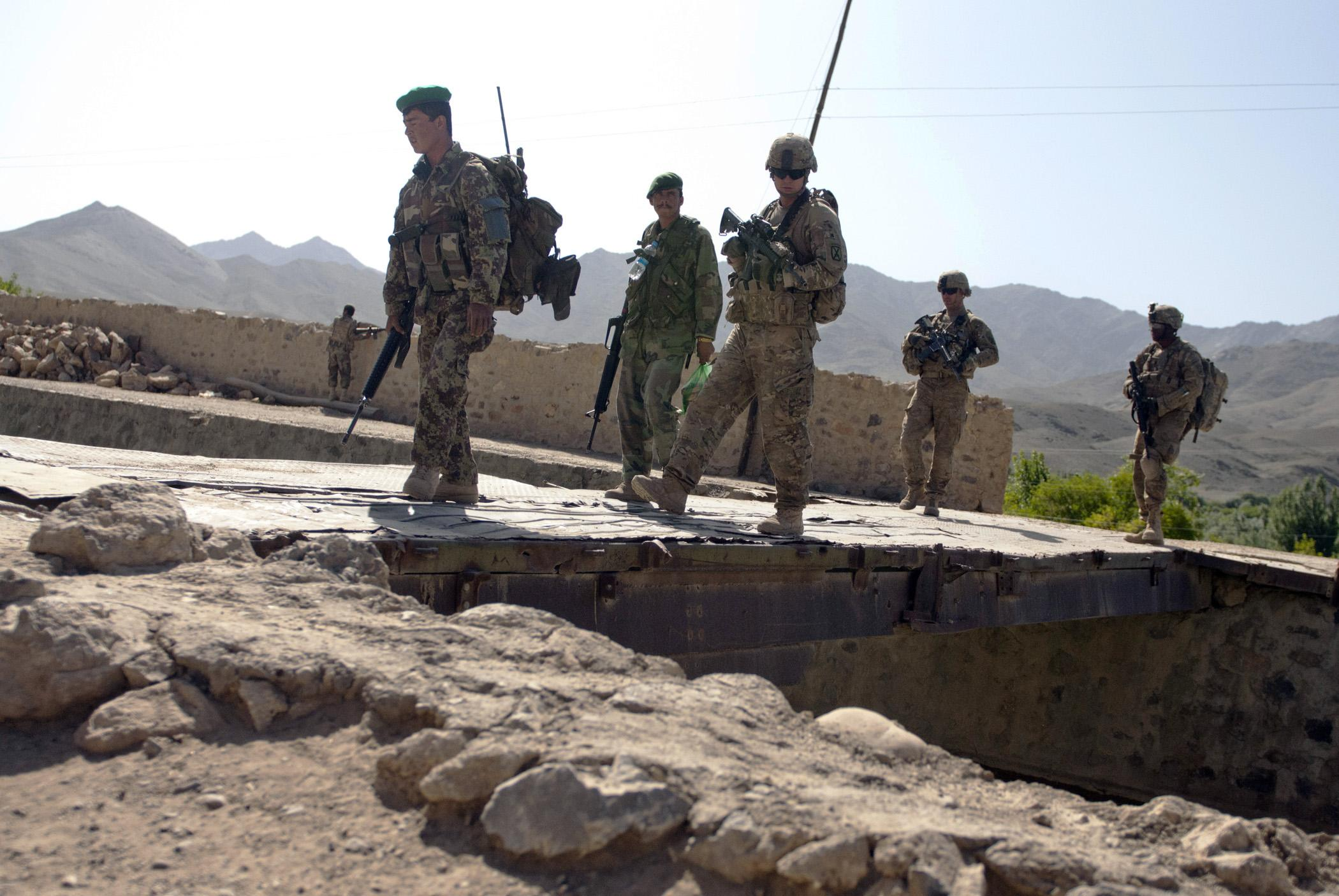
تمشي شراكة بين قوات الأمن الوطني الأفغانية والقوة الدولية للمساعدة الأمنية عبر سد تشكي وردك في عام 2011

## روابط خارجية
- أفغانستان: يساعد برنامج الأمم المتحدة الإنمائي في الوقاية من الفيضانات في سد تشاك إي وردك
- ذوبان الثلوج في أفغانستان يقتل 14 ويشرد الآلاف